# Hylophylax
Hylophylax  es un género de aves paseriformes perteneciente a la familia Thamnophilidae que agrupa a tres especies nativas de la América tropical (Neotrópico), donde se distribuyen desde la costa caribeña de Honduras, por América Central y del Sur, hacia el este hasta las Guayanas y norte de Brasil y hacia el sur hasta el sureste de Perú, norte de Bolivia y Amazonia brasileña. A sus miembros se les conoce por el nombre común de hormigueros.

## Etimología
El nombre genérico masculino «Hylophylax» se compone de las palabras griegas «ὑλη hulē»: bosque, selva, y «φυλαξ phulax, φυλακος phulakos»: guardián, centinela; significando «guardián del bosque»;

## Características
Los hormigueros de este género son un trío de aves pequeñas, midiendo entre 10,5 y 11,5 cm de longitud, de cola corta y de patrón de plumaje atractivo y relativamente ornado. Habitan en selvas húmedas de baja altitud, principalmente en la cuenca amazónica. No todos son seguidores regulares de enjambres de hormigas guerreras.

## Lista de especies
Según las clasificaciones del Congreso Ornitológico Internacional (IOC) y Clements Checklist v.2017, el género agrupa a las siguientes especies con el respectivo nombre popular de acuerdo con la Sociedad Española de Ornitología (SEO):
| Imagen | Nombre científico      | Autor              | Nombre común             | EC (*) |
| ------ | ---------------------- | ------------------ | ------------------------ | ------ |
|        | Hylophylax naevioides  | (Lafresnaye, 1847) | hormiguero moteado       | LC     |
|        | Hylophylax naevius     | (Gmelin, 1789)     | hormiguero dorsipunteado | LC     |
|        | Hylophylax punctulatus | (Des Murs, 1856)   | hormiguero punteado      | LC     |

(*) Estado de conservación

## Taxonomía
La especie Willisornis poecilinotus ya estuvo incluida en el presente género, pero los estudios de Brumfield et al (2007) demostraron que su inclusión dejaría al género polifilético, y propusieron separarla en un género resucitado Dichropogon, lo que fue aprobado en la Propuesta N° 286 al Comité de Clasificación de Sudamérica (SACC). Sin embargo, Agne & Pacheco (2007), hicieron notar que Dichropogon estaba pre-ocupado por un género de moscas asílidas, y propusieron un nuevo género Willisornis, lo que fue aprobado en la Propuesta N° 340 al SACC.